# The Worst (Sarcófago)
The Worst è il quinto ed ultimo album studio della band death/black metal brasiliana Sarcófago, pubblicato nel 1996 per la Cogumelo Records.

## Tracce
01 The End (Intro) - 01:16
02 The Worst - 06:33
03 Army of the Damned (The Prozac's Generation) - 04:35	
04 God Bless the Whores - 07:28
05 Plunged in Blood - 04:38	
06 Satanic Lust - 03:38
07 The Necrophiliac - 06:15
08 Shave Your Heads - 03:34
09 Purification Process - 03:39	

## Formazione
Wagner "Antichrist" Lamounier - voce e chitarra
Geraldo "Gerald Incubus" Minelli - basso e cori
Eugênio "Dead Zone" - batteria programmata e tastiera